# Адамович, Борис Андреевич
Борис Андреевич Адамо́вич (12 января 1926 — 19 августа 2013, Москва) — российский учёный, конструктор в области систем обеспечения жизнедеятельности космических экипажей. Доктор технических наук, профессор, член-корреспондент Международной академии космонавтики.

## Биография
Окончил Московский авиационный институт (1948). Работал в НИИ-4 Минобороны под руководством М. К. Тихонравова. В 1957 году окончил аспирантуру.
В 1957—1965 гг. — в ОКБ-1. По рекомендации С. П. Королёва в 1965 г. назначен заместителем директора — главным конструктором Института медикобиологических проблем Минздрава СССР. Конструктор систем жизнеобеспечения в космосе.
Участник проектной разработки кораблей «Восток» — руководитель группы разработчиков ТЗ на тормозную двигательную установку.
Доктор технических наук. Член-корреспондент Международной академии астронавтики. Заслуженный испытатель космической техники РФ.
С 1990-х гг. профессор Московского авиационного института. Также работал заместителем генерального директора по науке и технологиям промышленно-инвестиционной компании «Ресурспроминвест».

## Книги
- Жизнь вне Земли / Б. А. Адамович, В. А. Горшенин ; Межгос. ин-т прикл. систем. анализа и синтет. наук. Междунар. неправител. науч.-исслед. и образоват. организация «Рау-корпорация». — М. : [б. и.], 1997. — 591 с. : ил. — ISBN 5-86014-093-2 : Б. ц. Библиогр. в конце частей
- Высший разум и Вселенная / Б. А. Адамович, А. В. Вестяк, А. Н. Грозов, С. А. Космынин ; Межгос. науч.-исслед. и образоват. орг. «РАУ-Корпорация». — М. : РАУ-Ун-т, 2002. — 427 с. : ил. — ISBN 5-86014-135-1
- Марсианская одиссея / Борис Адамович, Ахмед-Гири Дербичев, Владимир Дудов. — М. : Авиамир, 2006. — 303 с. : ил. ; 25 см. — Библиогр.: с. 302—303. — 1000 экз. — ISBN 5-903035-05-1 (в пер.) : 90 р. Посвящ. 100-летию С. П. Королева